# ناقظ (السوادية)

تعديل مصدري - تعديل

ناقظ هي إحدى قرى عزلة ال منصور بني وهب بمديرية السوادية التابعة لمحافظة البيضاء، بلغ تعداد سكانها 164 نسمة حسب تعداد اليمن لعام 2004.